# Paul Reubens
Pour les articles homonymes, voir Reubens et Rubenfeld.
Paul Reubens est un humoriste, acteur, et scénariste américain né le 27 août 1952 à Peekskill (État de New York) et mort le 30 juillet 2023 à Los Angeles (Californie). Il est surtout connu comme créateur et interprète du personnage Pee-wee Herman.

## Biographie

### Jeunesse et débuts
De son vrai nom Paul Rubenfeld, il naît le 27 août 1952 à Peekskill (État de New York) mais grandit à Sarasota en Floride. Son père, Milton Rubenfeld, juif orthodoxe ayant combattu pour la United States Army Air Forces durant la Seconde guerre mondiale et participé à la création de la Force aérienne israélienne lors de la Guerre israélo-arabe de 1948-1949, tient un magasin de luminaires. Sa mère, Judy Rosen, est professeur. Il a une sœur, Abby (née en 1953), et un frère, Luke (né en 1958). Passionné de théâtre, il rejoint une troupe locale, l'Asolo Theater Players of Sarasota, avec laquelle il joue plusieurs pièces. Après des études à la Sarasota High School, il est accepté à l'université d'État de Plymouth puis intègre l'université de Boston. Ayant passé sans succès les concours d'entrée à la Juilliard School et à l'université Carnegie-Mellon, il est finalement accepté au California Institute of the Arts et s'installe en Californie.
Dans les années 1970, Paul Reubens joue dans des cafés-théâtres locaux et fait quatre apparitions en tant qu'invité dans The Gong Show. Il rejoint ensuite la troupe d'improvisation théâtrale de Los Angeles, The Groundlings, dont il reste membre pendant six ans, travaillant avec Bob McClurg, John Paragon, Susan Barnes, et Phil Hartman. Il commence à écrire des sketches et développe ses qualités d'improvisation. Il forge également une amitié et des relations de travail avec Hartman, avec qui il crée en 1978 le personnage de Pee-wee Herman, un homme-enfant excentrique, d'une joyeuse insouciance, doté d'une voix haut-perchée et vêtu d'un petit costume gris étriqué et arborant un nœud papillon rouge.
En 1980, il interprète dans le film Les Blues Brothers de John Landis le petit rôle d'un serveur, dans le restaurant Chez Paul où travaille le trompettiste Alan Rubin.

### The Pee-wee Herman Show(1981)

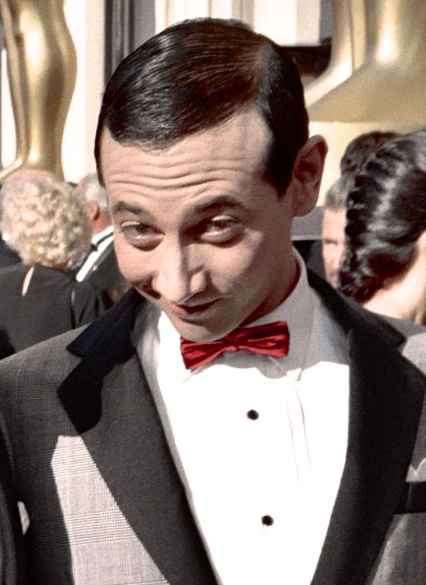
Paul Reubens en Pee-wee Herman en 1988.

Paul Reubens auditionne pour le Saturday Night Live mais n'est finalement pas retenu. Il décide alors de se concentrer sur le personnage de Pee-wee, tout d'abord avec un one-man-show donné dans des boîtes de nuit et des cafés, puis dans un spectacle intitulé The Pee-wee Herman Show qui se joue pendant cinq mois à guichet fermé au Roxy Théâtre de Los Angeles en 1981. Sa diffusion à la télévision la même année sur HBO lui apporte la notoriété. Le spectacle, étoffé par les acteurs du Groundling Phil Hartman, Lynne Marie Stewart et John Paragon, tourne dans tous les États-Unis. Pee-wee apparaît aussi dans deux films de Cheech et Chong : Cheech and Chong's Next Movie (1980) et Nice Dreams (1981).

### Pee-wee's Big Adventure(1985)

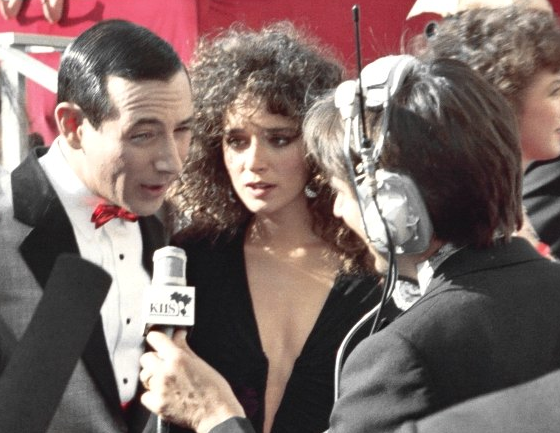
Paul Reubens en interview sous les traits de son personnage en 1988.

Warner Bros. engage alors Paul Reubens pour écrire le scénario d'un long-métrage autour de son personnage fétiche. Alors qu'il tourne sur les plateaux de Warner Bros., il remarque que la plupart des gens se déplacent à bicyclette et demande à s'y mettre ; le studio lui offre alors une vieille bicyclette Schwinn des années 1940 remise à neuf. Paul Reubens abandonne le script qu'il est en train d'écrire au profit d'un autre, traitant de l'amour que porte Herman à son vélo, du vol de celui-ci et des efforts qu'il va mettre en œuvre pour le retrouver. Hartman, Reubens et Michael Varhol co-écrivent le scénario de Pee-wee Big Adventure, premier long métrage réalisé par Tim Burton, qui vient de s'illustrer avec ses courts métrages Vincent et Frankenweenie et dont l'univers séduit Reubens. Le film, sorti sur les écrans en 1985, rapporte 40 940 662 USD, soit 7 fois son budget. Reubens crée pour l'occasion la « Pee-wee Dance ». Bien que les critiques soient très partagées, il deviendra avec le temps un « film-culte ».

### Pee-wee's Playhouse(1986-1990)
Fort de ce succès, Paul Reubens se voit proposer par la chaîne CBS de transposer l'univers de Pee-wee à la télévision dans une émission pour enfants à la fois ludique et pédagogique, programmée le samedi matin et ce pour les quatre années suivantes.
Elle met en scène Pee-wee vivant dans une maison connue sous le nom de Playhouse et remplie de chaises parlantes, d'animaux, de robots, et autres marionnettes. Hartman, Shirley Stoler, Johann Carlo, Gilbert Lewis et Roland Rodriguez n'apparaissent que pour les 13 premiers épisodes avant que leurs personnages ne soient évincés (dans le cas de Lewis, il est renvoyé et un nouvel acteur, William Horace Marshall, est engagé pour jouer le roi du cartoon). Pendant sa période de diffusion, Pee-wee's Playhouse est récompensé par 22 Emmy Awards.
À l'origine, Reubens confère une sexualité à Pee-wee, qui sera mise de côté lorsque le personnage passera des boîtes de nuit à la télévision. Cependant les allusions sexuelles seront toujours assez présentes, particulièrement dans les épisodes Cowboy Curtis et Miss Yvonne.
Parallèlement, il prête sa voix (sous le pseudonyme de Paul Mall) à Max le « Capitaine-Robot » du vaisseau spatial dans Le Vol du Navigateur des studios Disney en 1986. L'année suivante, il est la voix de REX, le pilote-droïde un peu gaffeur, dans l'attraction Star Tours à Disneyland, et apparaît en Pee-wee toxicomane dans le film Back to the Beach (en) de Lyndall Hobbs (en). Il tourne également une scène pour 1, rue Sésame en récitant sa version très personnelle de l'alphabet.
En 1988, Paul Reubens reprend le rôle de Pee-wee Herman dans une suite de Pee-wee's Big Adventure, intitulée Big Top Pee-wee (« Le Chapiteau de Pee-wee »). Récompensé d'une étoile sur le Walk of Fame d'Hollywood, il apparaît également dans une émission « spécial Noël » de Pee-wee's Playhouse mais un scandale sexuel interrompt brutalement sa carrière (cf. « Vie privée »).

### Traversée du désert
Contraint d'abandonner le personnage de Pee-wee, Paul Reubens continue néanmoins d'apparaître dans des films et à la télévision. Le premier à le soutenir dans l'épreuve est Tim Burton qui lui confie le rôle du père du Pingouin dans Batman : Le Défi (1992). Suivent Buffy, tueuse de vampires, L'Étrange Noël de monsieur Jack, Dunston : Panique au palace, Matilda, La Belle et la Bête 2, Mystery Men et Blow, ainsi que des apparitions dans des séries télévisées comme Murphy Brown, Fairy Tale Theater, Tout le monde aime Raymond et Ally McBeal.
Il anime aussi une émission de télévision appelée Game Show tiré du jeu vidéo You Don't Know Jack. Il faut attendre le début des années 2000 pour que Pee-wee's Playhouse soit rediffusé d'abord sur Fox Family puis en 2006 dans le show Adult Swim sur Cartoon Network.

### Nouveaux projets
En 2001, Paul Reubens annonce son intention de remettre en scène le personnage de Pee-wee Herman dans un film ou éventuellement de relancer Pee-wee's Playhouse, toujours diffusé sur Cartoon Network. En 2004, dans une interview pour le magazine Entertainment Weekly, il indique travailler sur plusieurs projets de télévision et de films, en espérant qu’« Hollywood n’avait pas encore vu les derniers instants de Paul Reubens, ou de son alter ego Pee-wee ». Il confirme que le projet du film Pee-wee's Playhouse est très proche de sa concrétisation, lors d’une interview avec Terry Gross en décembre de la même année. Un troisième volet des aventures de Pee-wee au cinéma est aussi évoqué. Il reprend en attendant son rôle de Lock dans le jeu vidéo L'Étrange Noël de monsieur Jack : La Revanche d'Oogie.
En juin 2006, Cartoon Network démarre une campagne publicitaire pendant son émission Adult Swim, où l’on voit un écran noir avec le texte « Est-ce que vous vous souvenez de cela ? », suivi du générique de Pee-wee's Playhouse en voix off, puis le slogan « Sur vos écrans le 10 juillet 2006 ». Un communiqué de presse suivi d'autres campagnes confirment qu'un show de 45 nouveaux épisodes est prévu du lundi au jeudi à partir du 10 juillet. Le 30 juillet 2006, Paul Reubens fait une apparition en tant qu'invité dans le show de Comedy Central pour Reno 911, n'appelez pas !.
Avec plusieurs autres projets de films autour du personnage de Pee-wee plus destinés aux adultes, Paul Reubens relance sa carrière et donne de plus en plus d’interviews dans des shows télé ou dans la presse. Du 26 octobre 2010 au 2 janvier 2011, un nouveau spectacle, The Pee-wee Herman Show on Broadway, est jouée au Stephen Sondheim Theatre de Broadway.
Le 1er novembre 2010, Paul Reubens est animateur d'un soir lors du show de la WWE à Raw. Il reçoit le « Slammy Award » 2010 du « Guest Star Shining Moment of the Year » pour son match contre The Miz.
En mars 2016, un nouveau film sort en exclusivité sur le réseau Netflix : Pee-wee's Big Holiday, produit par Judd Apatow et Paul Reubens. Le film, qui n'est pas sans rappeler celui de Tim Burton, raconte les péripéties et rencontres loufoques des toutes premières vacances de Pee-wee, de Fairville à New York, pour rejoindre son nouvel ami Joe Manganiello, acteur de True Blood et de Magic Mike XXL, dans son propre rôle. La musique originale composée par Mark Mothersbaugh sort en CD et sur les sites de streaming.
Toujours 2016, comme un clin d’œil à son rôle dans Batman : Le Défi, il reprend le rôle du père de Pingouin dans la série Gotham en interprétant Elijah Van Dahl.

### Mort
Atteint d'un cancer depuis 2017, Paul Reubens meurt le 30 juillet 2023 au centre médical Cedars-Sinaï de Los Angeles (Californie), à l'âge de 70 ans.  

### Vie privée
Le 26 juillet 1991, Paul Reubens est arrêté à Sarasota en Floride pour s'être masturbé en public dans un cinéma pour adulte projetant Nurse Nancy de Fred J. Lincoln (en) avec Zara Whites. Les actualités et les médias sont pris de frénésie et le scandale cause la « mort » prématurée du personnage de Pee-wee Herman. Bien que la série Pee-wee's Playhouse soit déjà arrêtée à ce moment, CBS, en réaction, mit fin aux rediffusions déjà programmées. Paul Reubens passe alors un accord avec la cour du comté de Sarasota : en échange d'une amende et de quelques annonces sur le service public, il conserve un casier judiciaire vierge. Le 5 septembre 1991, il reçoit une ovation aux MTV Video Music Awards, lorsqu'il lance à l'assistance son fameux : « Avez-vous entendu de bonnes blagues ces temps-ci ? ».
Paul Reubens est à nouveau arrêté en 2002, pour une implication dans une affaire de pornographie pédophile. Celle-ci coïncide avec une autre affaire du même type impliquant Jeffrey Jones. La presse émet des doutes quant à cette histoire, laissant entendre que les objets pornographiques pédophiles en question n’ont pas été acquis de manière intentionnelle par Paul Reubens ; il a en effet déclaré être un fervent collectionneur d’œuvres d'art érotiques et posséder un grand nombre de pièces anciennes dont certaines datant du XVIIIe siècle. Le 22 mars 2004, les charges retenues contre lui dans cette affaire ont été levées après qu’il a accepté de plaider coupable pour « atteinte à la pudeur ».

## Filmographie

### Cinéma
- 1980 : Pray TV : Jack Chudnowski
- 1980 : Une nuit folle, folle (Midnight Madness) : le propriétaire du Pinball City
- 1980 : Les Blues Brothers : le serveur de champagne chez Paul
- 1980 : Cheech and Chong's Next Movie : Pee-wee Herman / le réceptionniste
- 1981 : Nice Dreams : Howie Hamburger Dude
- 1982 : Pandemonium : Johnson
- 1984 : Meatballs Part 2 : Albert / Hara Krishna
- 1985 : Pee-wee Big Adventure : Pee-wee Herman
- 1986 : Le Vol du Navigateur : Max (voix)
- 1987 : Back to the Beach (en) de Lyndall Hobbs (en) : Pee-wee Herman
- 1988 : Big Top Pee-wee : Pee-wee Herman
- 1992 : Batman : Le Défi : le père du Pingouin
- 1992 : Buffy, tueuse de vampires (Buffy, the Vampire Slayer) : Amilyn
- 1993 : L'Étrange Noël de monsieur Jack : Lock (voix)
- 1995 The Tripper de David Arquette
- 1996 : Dunston : Panique au palace : Buck LaFarge
- 1996 : Matilda : l'agent du FBI Bob
- 1997 : Mon copain Buddy : professeur Spatz
- 1997 : La Belle et la Bête 2 : Fife (voix)
- 1998 : Dr. Dolittle : le raton-laveur (voix)
- 1999 : Mystery Men : Spleen
- 2000 : South of Heaven, West of Hell : Arvid Henry
- 2001 : Blow : Derek Foreal
- 2004 : Scott, le film (Teacher's Pet) : Dennis (voix)
- 2006 : Tripper : Frank Baker
- 2007 : Alerte à Miami : Reno 911 ! : Sir Terrence
- 2009 : Life During Wartime : Andy
- 2011 : Les Schtroumpfs : Jokey (voix)
- 2015 : L'Amour par accident de David O. Russell : Edwin (film tourné en 2008)
- 2016 : Pee-wee's Big Holiday de John Lee : Pee-wee Herman
- 2023 : Quiz Lady de Jessica Yu : Lui-même

### Télévision

#### Téléfilms
- 1978 : Things We Did Last Summer : Paul Oberon
- 1980 : Steve Martin: Comedy Is Not Pretty : le gars au comptoir du café
- 1981 : The Pee-wee Herman Show : Pee-wee Herman
- 1983 : Likely Stories, Vol. 2 : Wally Bile
- 1988 : Sesame Street Special : Pee-wee Herman
- 2006 : Re-Animated : Golly Gopher (voix)
- 2011 : The Pee-wee Herman Show on Broadway : Pee-wee Herman

#### Séries télévisées
- 1979 : Mike et Ernie : Heimlich
- 1981 : Mork and Mindy : Dickie Nimitz
- 1982 : Madame's Place (en) : Pee-wee Herman
- 1986 - 1990 : Pee-wee's Playhouse : Pee-wee Herman / Bill Baloney
- 1987 : 227 : Pee-wee Herman
- 1987 : Dolly : Pee-wee Herman
- 1995 - 1997 : Murphy Brown : Andrew J. Lansing III
- 2000 : Tout le monde aime Raymond (Everybody Loves Raymond) : Russell
- 2001 : Ally McBeal : Louis
- 2002 : Les Razmoket : Hermie l'elfe (voix)
- 2005 : Hopeless Pictures : Gollum
- 2005 : Les Décalés du cosmos (série télévisée) : Dieu / le Diable (voix)
- 2006 : Reno 911, n'appelez pas ! : Rick
- 2006 : Tom Goes to the Mayor : Paul
- 2007 : Area 57 : l'alien
- 2007 : 30 Rock : Gerhardt
- 2007 : Dirt : Chuck Lafoon
- 2007 : Tim and Eric Awesome Show, Great Job! : la lune
- 2007 : Pushing Daisies : Oscar Vibenius
- 2007-2009 : Chowder : Reuben/Rat n° 2 (voix)
- 2009-2011 : Batman : L'Alliance des héros : Bat-Mite (voix)
- 2012 : Tron : La Révolte : Pavel (voix)
- 2014-2015 : Blacklist : Mr. Vargas
- 2016 : Gotham : Elijah Van Dahl